# Mercy-le-Haut
 Mercy-le-Haut  es una comuna y población de Francia, en la región de Lorena, departamento de Meurthe y Mosela, en el distrito de Briey y cantón de Audun-le-Roman.
Está integrada en la Communauté de communes du Pays Audunois .

## Demografía
| 343 | 323 | 362 | 594 | 627 | 636 | abs. | abs. | abs. | 567 | 554 | 523 | 525 | 501 | 487 | 494 | 487 | 411 | 421 | 393 | 375 | 359 | 337 | 323 | 281 | 328 | 315 | 297 | 265 | 271 | 285 | 275 | 245 |
| Para los censos de 1962 a 1999 la población legal corresponde a la población sin duplicidades (Fuente: INSEE [Consultar]) |     |     |     |     |     |      |      |      |     |     |     |     |     |     |     |     |     |     |     |     |     |     |     |     |     |     |     |     |     |     |     |     |

## Personas vinculadas
- Albert Lebrun, presidente de la República francesa.